# Salinenstraße 34 (Bad Kissingen)

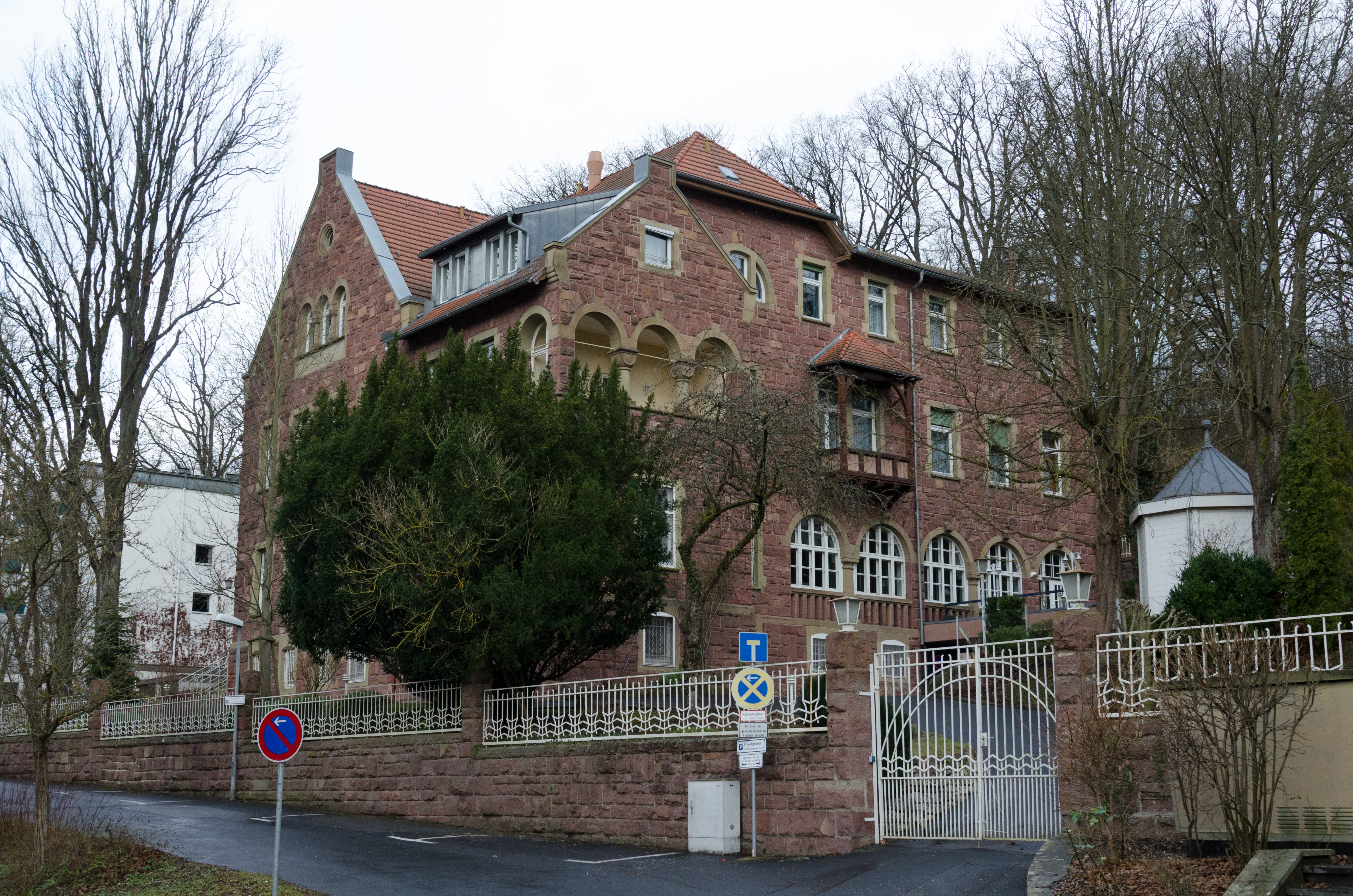
Die ehemalige Israelitische Kinderheilstätte in der Salinenstraße 34 in Bad Kissingen

Die ehemalige Israelitische Kinderheilstätte Salinenstraße 34 in der Salinenstraße in Bad Kissingen, der Großen Kreisstadt des unterfränkischen Landkreises Bad Kissingen, gehört zu den Bad Kissinger Baudenkmälern und ist unter der Nummer D-6-72-114-339 in der Bayerischen Denkmalliste registriert.

## Geschichte

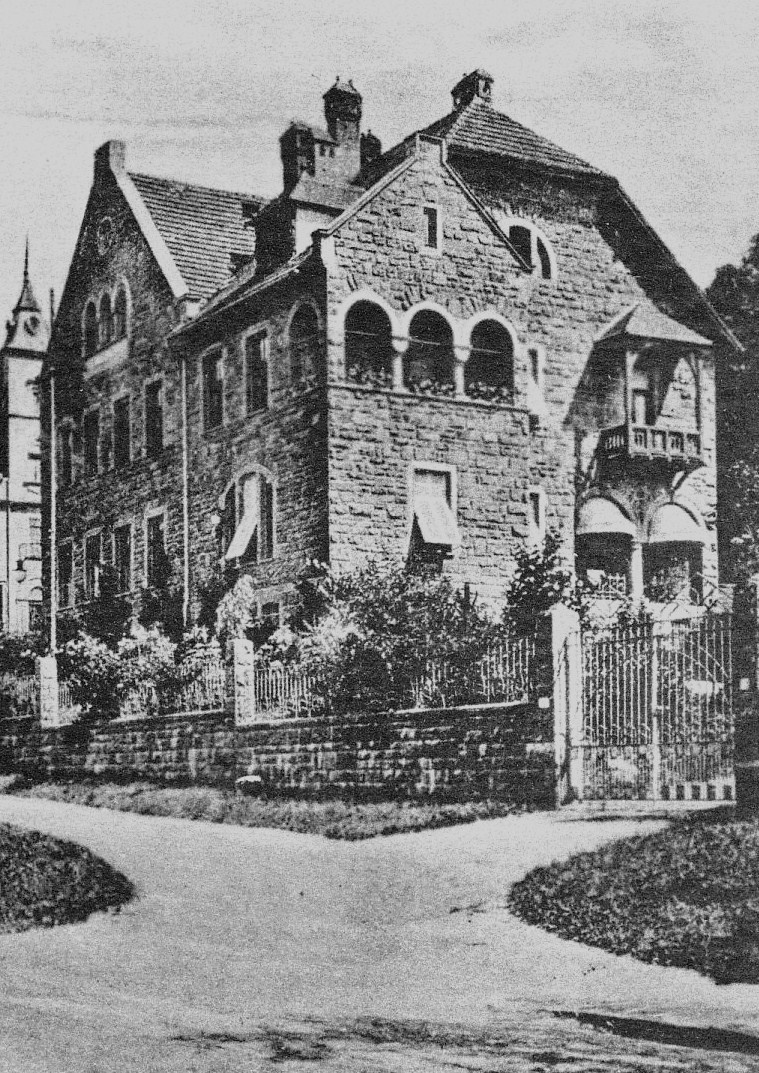
Israelitische Kinderheilstätte, 1940

Der zweigeschossige Rotsandstein-Bossenquader-Bau mit Halbwalmdach wurde im Jahr 1905 vom Bad Kissinger Architekten Carl Krampf als Kinderheilstätte für jüdische und teilweise auch christliche Kinder errichtet. Die Detailformen der romanisierenden seitlichen Söller erinnern an die 1939 abgebrochene Neue Synagoge. Zum Anwesen gehört die gleichzeitig entstandene Garteneinfriedung.
Der Bau der Kinderheilstätte ging auf die Initiative des Bad Kissinger Rabbiners Seckel Bamberger zurück. Die Kinderheilstätte war von Mai bis Oktober geöffnet und konnte bis zu 85 Kinder gleichzeitig beherbergen. Das Haus wurde mit einer Liegewiese, Höhensonnen und Solebädern ausgestattet. Für die Betreuung waren  Philipp Münz sowie jüdisches und christliches Personal zuständig.
Bei Bedürftigkeit der Eltern wurden die Kosten von den Fürsorgeverbänden und Wohlfahrtseinrichtungen übernommen. Auch fanden unter den jüdischen Kurgästen alljährliche Spendensammlungen für die Anstalt statt.
Im Jahr 1919 wurde die Kinderheilstätte in östlicher Richtung mit einem dreigeschossigen, mit Satteldach ausgestatteten Gebäudeflügel für berufstätige jüdische Mädchen und Frauen erweitert. Im Jahr 1927 entstand am Altenberg ein Kurhospiz für Erwachsene, das bereits im Sommer 1928 196 kur- und erholungsbedürftige Juden betreute.
Im Jahr 1932 äußerte sich die Bad Kissinger Saale-Zeitung lobend über den Umstand, dass die Kinderheilstätte trotz der durch die Weltwirtschaftskrise erforderlichen Sparmaßnahmen und einer gleichzeitig erhöhten Nachfrage umfangreiche karitative Leistungen für die betreuten Kinder erbringen konnte.